# Pello Lizarralde
Pello Lizarralde Larraza (Zumarraga, Guipúscoa, 3 d'octubre de 1956) és un escriptor i traductor basc, resident a Pamplona des del 1980, on treballa de professor d'euskera. Amb les seves obres ha guanyat dues vegades el Premi Euskadi de Literatura i una el Premi de la Crítica de narrativa en basca. Ha estat qualificat per la crítica com un autor que economitza adequadament el llenguatge en cada frase, d'estil fi i precís. Com a traductor, destaca per haver traduït al basc obres de diversos autors italians, com Natalia Ginzburg, Gianni Celati o Elio Vittorini.

## Obres

### Novel·les
- E pericoloso sporgersi. Zuri beltzean (1984, Lur)
- Hatza mapa gainean (1988, Pamiela)
- Larrepetit (2002, Erein), Premi de la Crítica de narrativa en basca 2002 i Premi Euskadi de Literatura 2003.
- Iragaitzaz (2008, Erein)
- Orbanak (2012, Erein)
- Elur bustia (2016, Erein)
- Argiantza (2020, Erein), Premi Euskadi de Literatura 2021[5]

### Reculls de relats
- Sargori (1994, Pamiela)
- Un ange passe (1998, Erein)

### Poesia
- Hilargiaren hotzikarak (1978, Ustela)